# Nephasoma rutilofuscum
Nephasoma rutilofuscum är en stjärnmaskart som först beskrevs av W. Fischer 1916.  Nephasoma rutilofuscum ingår i släktet Nephasoma och familjen Golfingiidae. Inga underarter finns listade i Catalogue of Life.